# Ludwig Carl Heinrich Streiber
Ludwig Carl Heinrich Streiber (* 3. April 1767 in Dessau; † 5. März 1828 in Halle (Saale)) war ein deutscher Jurist. Streiber wurde preußischer Landrat und war von 1808 bis 1827 Bürgermeister der Stadt Halle (Saale).

## Leben

### Familie und Ausbildung
Streiber war der Sohn eines fürstlich-anhaltischen Akziserates, seine Mutter war eine geborene von Wülcknitz. Beide Eltern verlor er bereits früh. Er besuchte zunächst die Schule des Waisenhauses in Halle und studierte Rechtswissenschaften an der Halleschen Universität. 1788 wurde er in den preußischen Justizdienst übernommen und als Auskultator vereidigt.

### Beruflicher Werdegang
1790 wurde Streiber zum Auditeur und gleichzeitig Regimentsquartiermeister bei dem preußischen Füsilier-Bataillon Nr. 2 ernannt. Als solcher erlebte er mit seiner Einheit von 1792 bis 1796 den Ersten Koalitionskrieg gegen Frankreich. Er trat aus dem Militärdienst aus und übernahm, erst als Assessor und Rendant, eine Anstellung bei der königlichen Servicekommission der Stadt Halle, später wurde ihm die Direktion der Kommission übertragen. Für seine Verdienste erhielt er im Dezember 1804 von König Friedrich Wilhelm III. von Preußen den Charakter eines Kriegsrates.
Nach der Niederlage Preußens gegen Napoleon während des Vierten Koalitionskrieges und der Eingliederung der Stadt Halle in das Königreich Westphalen, wurde Streiber von der Regierung des Königreiches Westphalen am 6. Juli 1808 zum Maire (Bürgermeister) von Halle ernannt. Der westphälische König und Bruder von Napoleon Jérôme Bonaparte verlieh ihm den Orden der Westphälischen Krone.
Mit Beendigung der Befreiungskriege wurde Halle 1815 in die preußische Provinz Sachsen eingegliedert und umliegende Dörfer und Rittergüter eingemeindet. Als Landrat und Oberbürgermeister stand Streiber dieser Verwaltung bis 1827 vor. Außerdem wurde ihm vom preußischen Innenministerium die Leitung der städtischen Polizei übertragen. 1818 berief er den Unternehmer Ludwig Wucherer als unbesoldeten Stadtrat und 1822 als Kämmerer in den Magistrat der Stadt Halle. Vom katholischen Pfarrer Franz-Josef Vahron wurde Streibers Einsatz für die Beseitigung von Kriegsschäden sowie der Befreiung der Kirche von bürgerlichen Abgaben gelobt. Dem Anatomen Johann Friedrich Meckel genehmigte er 1823 die Exhumierung einer zugesprochenen Leiche.
Streiber trat am 1. Januar 1828 in den Ruhestand und starb bereits am 5. März 1828, im Alter von 60 Jahren, an einem Schlaganfall in Halle. Ihm zu Ehren wurde 1885 in Halle eine Straße, die Streiberstraße, benannt.

### Ehe und Nachkommen
Ludwig Carl Heinrich Streiber heiratete 1795 die aus Halle stammende Christine Caroline Hemmerde († 21. September 1827). Das Paar hatte einen Sohn der ebenfalls Jurist wurde sowie Landgerichtsassessor. Nach dem Tod seines Vaters verfasste er einen Nachruf über ihn, der 1830 im Neuen Nekrolog der Deutschen veröffentlicht wurde.